# Alphonse Lavallée

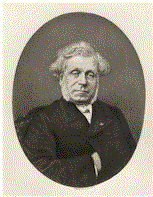
Alphonse Lavallée

Alphonse Martin Lavallée (* 1791 in Savigné-l’Évêque, Département Sarthe; † 1873 in Paris) war ein französischer Geschäftsmann.
Lavallée wurde als Gründer der École centrale Paris bekannt. Sein Grab befindet sich auf dem Friedhof Père-Lachaise.